# Stratiomys browni
Stratiomys browni is een vliegensoort uit de familie van de Stratiomyidae. De wetenschappelijke naam van de soort is voor het eerst geldig gepubliceerd in 1927 door Curran.